# Callidemum hasenpuschi
Callidemum hasenpuschi es un coleóptero de la familia Chrysomelidae.
Fue descrita científicamente por primera vez en 2000 por Daccordi.